# Monopera perennis
Monopera perennis är en grobladsväxtart som först beskrevs av Robert Hippolyte Chodat och Hassler, och fick sitt nu gällande namn av K. Barringer. Monopera perennis ingår i släktet Monopera och familjen grobladsväxter. Inga underarter finns listade i Catalogue of Life.